# Louer
Louer is een gemeente in het Franse departement Landes (regio Nouvelle-Aquitaine) en telt 179 inwoners (1999). De plaats maakt deel uit van het arrondissement Dax.

## Geografie
De oppervlakte van Louer bedraagt 2,9 km², de bevolkingsdichtheid is 61,7 inwoners per km².
De onderstaande kaart toont de ligging van Louer met de belangrijkste infrastructuur en aangrenzende gemeenten.

## Demografie
Onderstaande figuur toont het verloop van het inwonertal (bron: INSEE-tellingen).